# Grâce-Hollogne
Grâce-Hollogne (en való Gråce-Hologne) és un municipi belga de la província de Lieja en la regió valona. L'any 2008 tenia gairebé 22000 habitants.

## Geografia
Grâce-Hollogne se situa a l'inici de l'altiplà d'Haspengouw, a l'oest de Lieja.

### Nuclis
- Bierset
- Grâce-Berleur
- Hollogne-aux-Pierres
- Horion-Hozémont
- Crotteux
- Velroux.

## Història

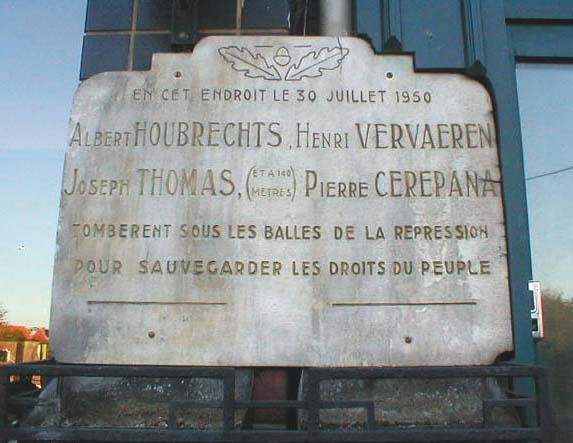
Placa recordativa dels morts de 1950 a Grâce-Berleur

El 1950, durant la qüestió reial quan el retorn rei Leopold III de la seva captivitat a Alemanya van crear protestacions tot arreu al país per a la seva col·laboració amb l'enemic, quatre resistents van morir quan la gendarmeria va tirar als manifestants.
El municipi és el resultat de la fusió dels municipis Bierset, Grâce-Berleur, Hollogne-aux-Pierres, Horion-Hozémont, Mons-Crotteux i Velroux a l'1 de gener del 1977. Per a la història anterior a la fusió, vegeu els articles referent als nuclis.

## Economia
Els nuclis rurals van transformar-se i desenvolupar-se al segle xix, durant la revolució industrial. Les mines de carbó i la indústria metal·lurgica eren molt importants. Les mines van tancar-se als anys setanta del segle xx. Després del tancament de les mines, el municipi va tornar a industrialitzar-se gràcies a la creació de nous polígons desenvolupats per la societat provincial d'industrialització SPI+, a l'emplaçament d'una antiga mina de carbó. Aquest polígon, situat a la creu de les autopistes vers Brussel·les, Luxemburg, París, Maastricht i Colònia. És un dels més grans de la província.
L'antic aeroport militar de Bierset va transformar-se en el primer aeroport de mercaderies de Valònia a l'entorn del qual un important centre de serveis logístics va desenvolupar-se.

## Monuments i curiositats

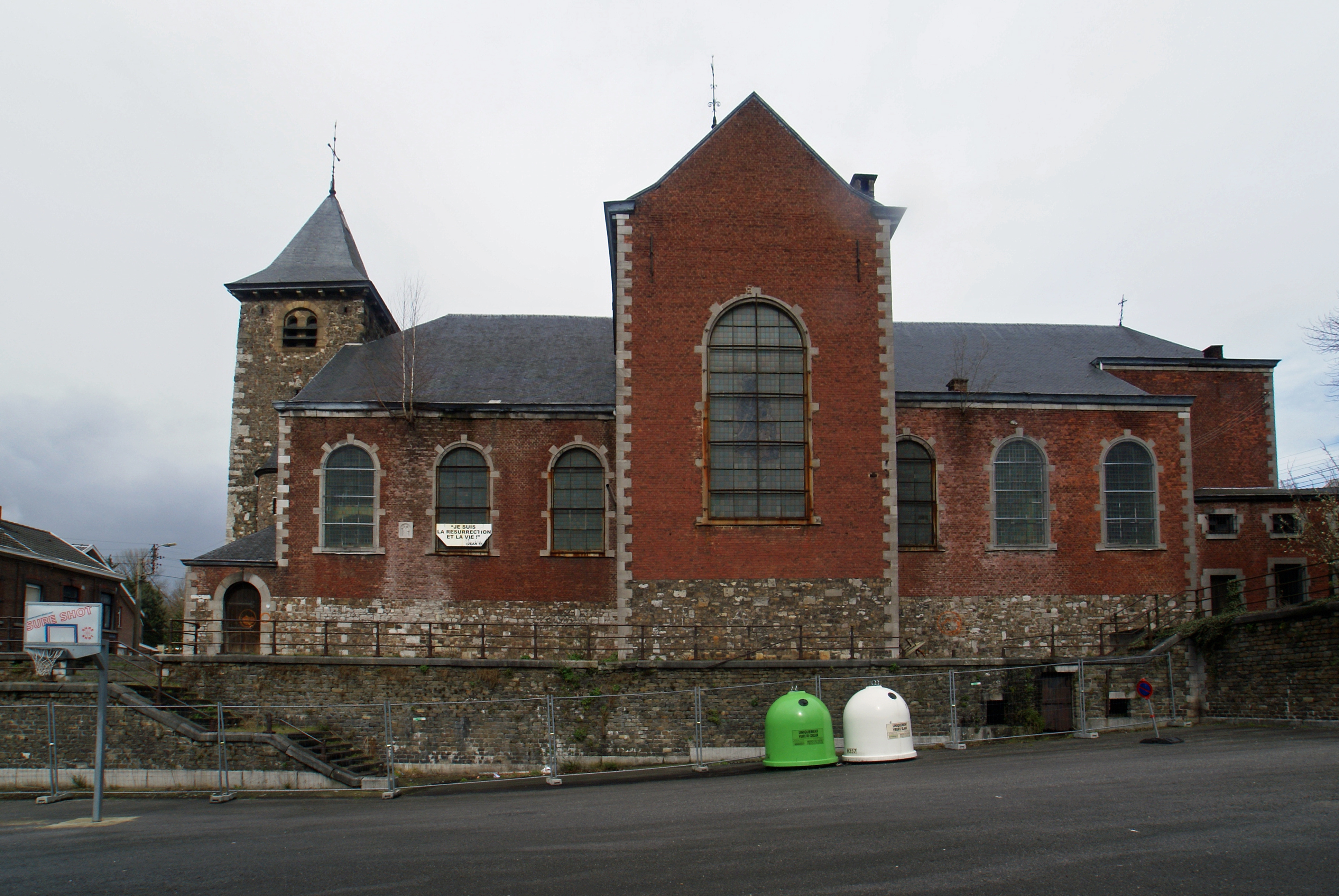
Església de Sant Pere a Hollogne-aux-Pierres
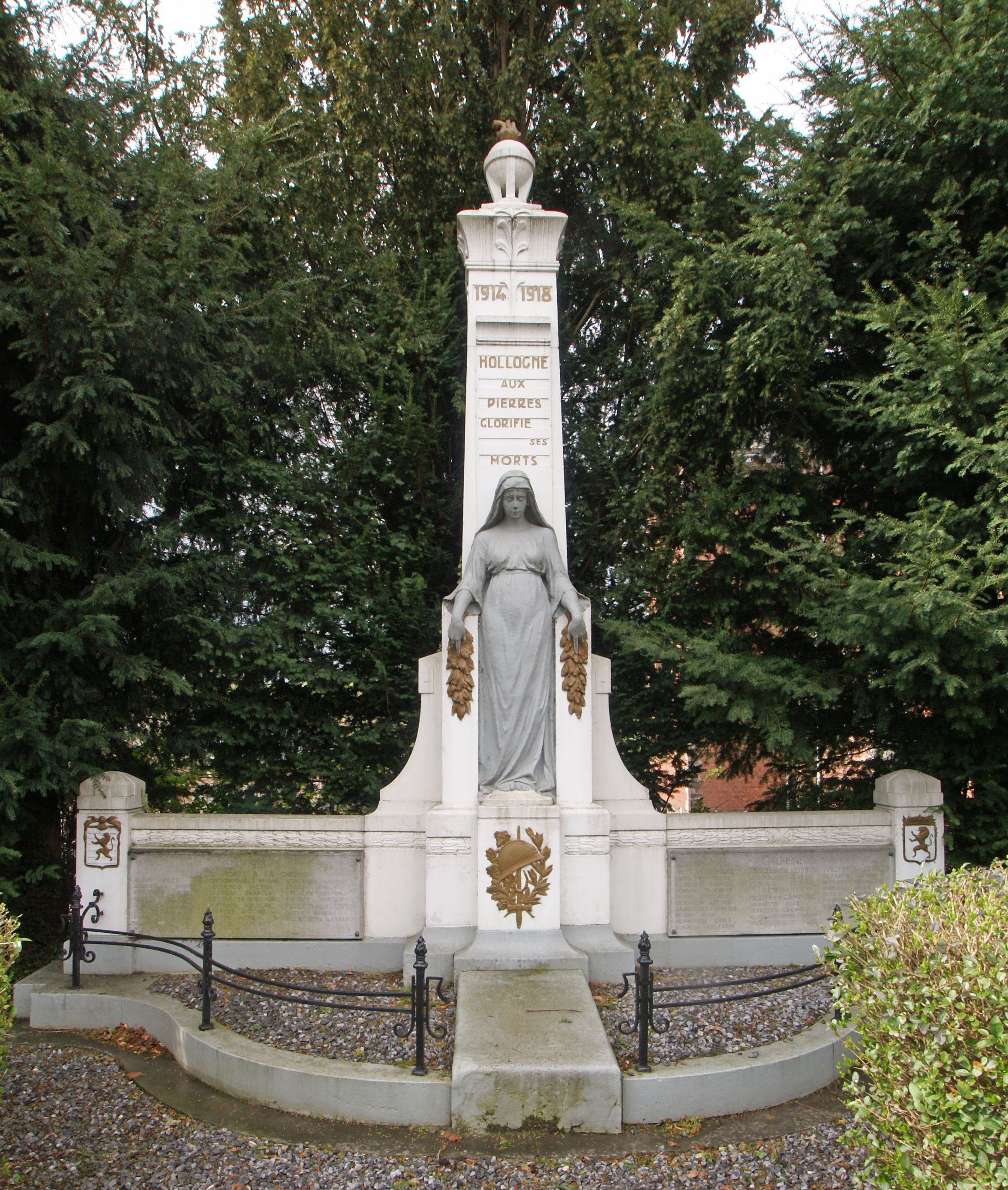
Monument als caiguts de les dues guerres mondials
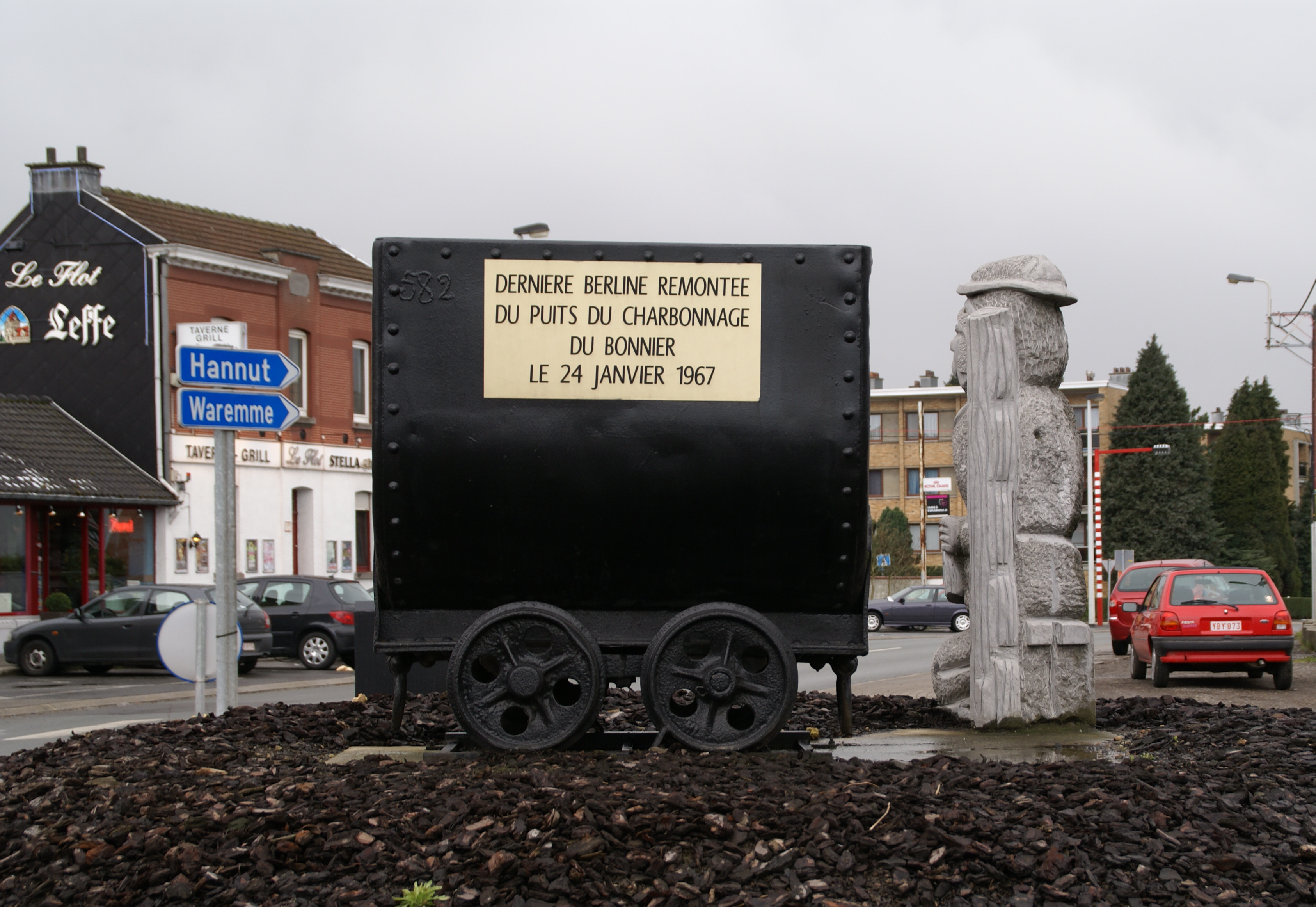
La darrera vagoneta de carbó de la mina Bonniers a Grâce-Berleur
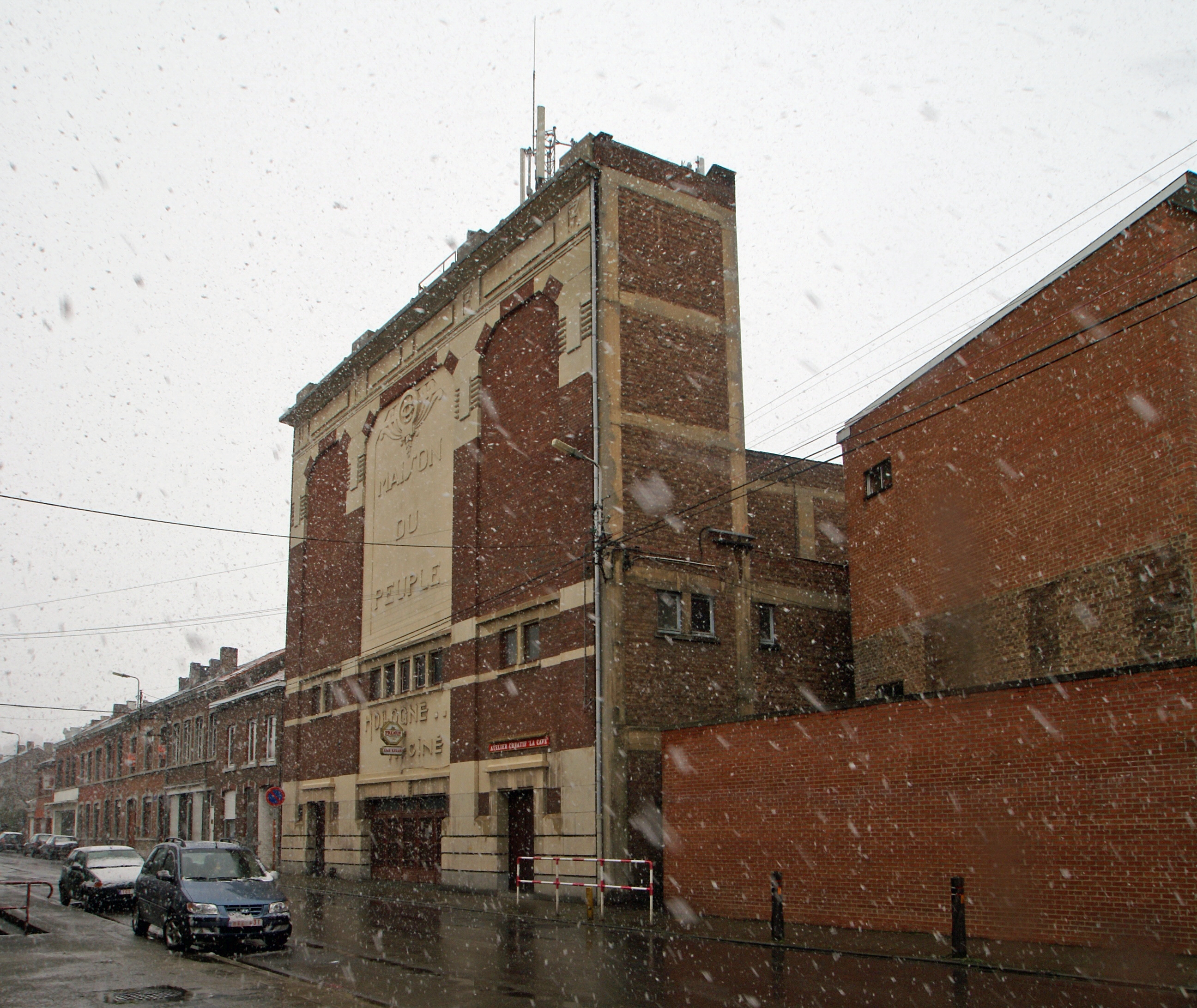
Hollogne-aux-Pierres: Casa del poble i antic cine

## Fills predilectes de Grâce-Hollogne
- Gilbert Mottard, primer burgmestre de Grâce-Hollogne després de la fusió dels municipis, diputat i governador de la provincia de Lieja, i ministre des Pensions.
- Alain Van der Biest, burgmestre, diputat, ministre